# Thure Ahlqvist
Thure Johan Ahlqvist (ur. 20 kwietnia 1907 w Borås, zm. 20 marca 1983 tamże) – szwedzki bokser, srebrny medalista letnich igrzysk olimpijskich w 1932 w Los Angeles w kategorii lekkiej.
Na turnieju olimpijskim w 1932 roku pokonał kolejno Francuza Gastona Mayora i Amerykanina Nathana Bora. W finale przegrał z Lawrence’em Stevensem reprezentującym Związek Południowej Afryki.
Próbował swoich sił w boksie zawodowym, jednak nie odniósł żadnych sukcesów – stoczył zaledwie jedną, przegraną walkę w 1936.